# Cantonul Cabourg
Cantonul Cabourg este un canton din arondismentul Caen, departamentul Calvados, regiunea Basse-Normandie, Franța.

## Comune
| Comune                     | Populație (1999) | Cod poștal | Cod INSEE |
| -------------------------- | ---------------- | ---------- | --------- |
| Amfreville                 | ...              | 14860      | 14009     |
| Bavent                     | ...              | 14860      | 14046     |
| Bréville-les-Monts         | ...              | 14860      | 14106     |
| Cabourg                    | ...              | 14390      | 14117     |
| Colombelles                | ...              | 14460      | 14167     |
| Escoville                  | ...              | 14850      | 14246     |
| Gonneville-en-Auge         | ...              | 14810      | 14306     |
| Hérouvillette              | ...              | 14850      | 14328     |
| Merville-Franceville-Plage | ...              | 14810      | 14409     |
| Petiville                  | ...              | 14390      | 14499     |
| Ranville                   | ...              | 14860      | 14530     |
| Sallenelles                | ...              | 14121      | 14665     |
| Varaville                  | ...              | 14390      | 14724     |